# هوارد گراهام بافت
هَوارد گراهام بافت، (به انگلیسی: Howard Graham Buffett) (زاده‌ی ۱۶ دسامبر ۱۹۵۴) کشاورز، عکاس، مدیر اجرایی و نیکوکار آمریکایی است. وی دومین فرزند از سه فرزند وارن بافت است. وارن نام این فرزندش را از نام پدر خود، هوارد بافت و استاد مورد علاقه‌اش، بنجامین گراهام، انتخاب نموده است.
هوارد گراهام بافت به‌عنوان مدیر ارشد اجرایی در شرکت‌های برکشر هاتاوی، شرکت کوکاکولا و آرچر دانیلز میدلند فعالیت می‌نماید. ولی فعالیت اصلی او در زمینه‌ی کشاورزی است. هوارد مالک مزرعه‌ای ۱٫۶ کیلومتر مربعی در تکاماه، نبراسکا است.